# Mimarachnidae
Famille
Les Mimarachnidae sont une famille fossile de fulgores ayant vécu au Crétacé (Barrémien-Turonien). 

## Présentation
Leur nom est dérivé de taches sur les ailes des premiers genres décrits, Mimarachne et Saltissus, suggérant un mimétisme avec des araignées, mais ces caractères ne sont pas distinctifs pour la famille dans son ensemble. Celle-ci se caractérise par une « veination ailaire simplifiée, un peigne de setæ metatibial et la forme des pattes arrières », ainsi que par le « bord antérieur arrondi du pronotum et la double carène du pronotum et du mésonotum ».

## Genres
- †Ayaimatum Jiang & Szwedo in Jiang et al., 2020[4], ambre de Birmanie, Cénomanien.
  - †Ayaimatum trilobatum Jiang & Szwedo in Jiang et al., 2020.
  - †Ayaimatum minutum Fu & Huang, 2021[5].
- †Burmissus Shcherbakov, 2017[6], ambre de Birmanie, Cénomanien.
  - †Burmissus raunoi Shcherbakov, 2017
  - †Burmissus szwedoi Luo et al., 2020[7]
  - †Burmissus latimaculatus Fu & Huang, 2020[8].
- †Chalicoridulum Szwedo & Ansorge, 2015[9] Formation de la Pedrera de Rúbies (Espagne), Barrémien.
  - †Chalicoridulum montsecensis Szwedo & Ansorge, 2015
- †Cretodorus Fu & Huang, 2020[8], ambre de Birmanie, Cénomanien.
  - †Cretodorus granulatus Fu & Huang, 2020
  - †Cretodorus angustus Fu & Huang, 2020
  - †Cretodorus rostellatus Zhang et al., 2021[10].
- †Dachibangus Jiang et al., 2018[2], ambre de Birmanie, Cénomanien.
  - †Dachibangus formosus Fu et al., 2019[11].
  - †Dachibangus hui Zhang, Yao & Pang, 2021[12].
  - †Dachibangus trimaculatus Jiang et al., 2018.
- †Jaculistilus Zhang et al., 2018[13], ambre de Birmanie, Cénomanien.
  - †Jaculistilus oligotrichus Zhang et al., 2018
- †Mimamontsecia Szwedo & Ansorge, 2015[9] Formation de la Pedrera de Rúbies, Espagne, Barrémien.
  - †Mimamontsecia cretacea Szwedo & Ansorge, 2015
- †Mimaplax Jiang et al., 2019[3], ambre de Birmanie, Cénomanien.
  - †Mimaplax ekrypsan Jiang et al., 2019
- †Mimaeurypterus Fu & Huang, 2021[5], ambre de Birmanie, Cénomanien.
  - †Mimaeurypterus burmiticus Fu & Huang, 2021
- †Mimarachne Shcherbakov, 2007[1] Formation Zaza (en), Russie, Aptien.
  - †Mimarachne mikhailovi Shcherbakov, 2007.

- †Multistria Zhang, Yao & Pang, 2021[12], ambre de Birmanie, Cénomanien.
  - †Multistria orthotropa Zhang, Yao & Pang, 2021.

- †Nipponoridium Szwedo, 2008[14], Formation de Kuwajima (en), Japon, Crétacé inférieur.
  - †Nipponoridium matsuoi Fujiyama, 1978[15] (auparavant Fulgoridium).
- †Saltissus Shcherbakov, 2007[1].
  - †Saltissus eskovi Shcherbakov, 2007, Formation Zaza, Russie, Aptien.
  - †Saltissus fennahi Luo, Liu & Jarzembowski, 2021[16] Weald Clay (en), Angleterre, Barrémien.

On connaît aussi des spécimens non-décrits du Crétacé inférieur dans les localités russes de Turga et Khetana, du Barrémien-Aptien de Khurilt en Mongolie et du Turonien de Kzyl-Zhar au Kazakhstan.